# Талдиев, Адам Амирханович
Адам Амирханович Талдиев (род. 1 декабря 1990) — российский самбист, призёр чемпионата России по боевому самбо, победитель Кубка мира, чемпион Европы, мастер спорта России. Боец смешанных единоборств. Выступает в лёгкой (до 62 кг) и первой полусредней (до 68 кг) весовых категориях. Тренируется под руководством А. И. Коршунова.

## Спортивные результаты

### Боевое самбо
- Чемпионат России по боевому самбо 2012 года — ;
- Чемпионат МВД России по боевому самбо 2014 года — [1].
- Чемпионат России по самбо 2019 года — ;

## Статистика боёв
| Результат | Рекорд | Соперник         | Способ                     | Турнир                             | Дата                 | Раунд | Время | Место             | Примечание |
| --------- | ------ | ---------------- | -------------------------- | ---------------------------------- | -------------------- | ----- | ----- | ----------------- | ---------- |
| Победа    | 1-2    | Андрей Кириченко | Единогласное решение       | FightPro — Ice Storm               | 26 декабря 2015 года | 2     | 5:00  | Россия, Уфа       |            |
| Поражение | 0-2    | Евгений Зуев     | Единогласное решение       | FWR — Fights With Rules 3          | 25 ноября 2011 года  | 2     | 5:00  | Россия, Уфа       |            |
| Поражение | 0-1    | Саид Хамзатов    | Сабмишном (удушение сзади) | ProFC Grand Prix Global — Russia I | 1 октября 2011 года  | 1     | 2:06  | Россия, Волгоград |            |